# Ascend
Ascend es el tercer álbum de estudio del DJ, productor musical y músico estadounidense Illenium, lanzado el 16 de agosto de 2019 a través de Astralwerks, lo que lo convierte en su debut en un sello importante y su único álbum en el sello. El álbum incluye seis sencillos.

## Antecedentes
El álbum, que consta de 17 canciones, incluye seis sencillos lanzados anteriormente, "Take You Down", "Crashing", "Pray", "Good Things Fall Apart", "Takeaway" y "Blood". En sus cuentas de redes sociales anunció la fecha de lanzamiento del álbum y la siguiente gira el 12 de junio.

## Lista de canciones
| N.º | Título                                            | Productor (es)   | Duración |  |
| 1.  | «I Care (Intro)»                                  | Illenium         | 0:33     |  |
| 2.  | «Hold On» (con Georgia Ku)                        | Illenium         | 3:55     |  |
| 3.  | «Good Things Fall Apart» (with Jon Bellion)       | Illenium         | 3:36     |  |
| 4.  | «That's Why» (con Joshua Golden)                  | Illenium         | 4:12     |  |
| 5.  | «Blood» (con Foy Vance)                           | Illenium         | 4:08     |  |
| 6.  | «Take You Down»                                   | Illenium         | 3:41     |  |
| 7.  | «All Together» (con Oekiin)                       | Illenium         | 3:58     |  |
| 8.  | «Crashing» (con Bahari)                           | Illenium         | 3:50     |  |
| 9.  | «Broken Ones» (con Anna Clendening)               | Illenium         | 3:18     |  |
| 10. | «Every Piece of Me» (con Echos)                   | Illenium         | 3:43     |  |
| 11. | «Takeaway» (con The Chainsmokers y Lennon Stella) | The Chainsmokers | 3:29     |  |
| 12. | «Sad Songs» (con Said the Sky y Annika Wells)     | Illenium         | 3:30     |  |
| 13. | «Pray» (con Kameron Alexander)                    | Illenium         | 4:55     |  |
| 14. | «In Your Arms» (con X Ambassadors)                | Illenium         | 3:40     |  |
| 15. | «Gorgeous» (con Blanke y Bipolar Sunshine)        | Illenium         | 4:37     |  |
| 16. | «Angel (Lonely Prelude)»                          | Illenium         | 0:41     |  |
| 17. | «Lonely» (con Chandler Leighton)                  | Illenium         | 4:30     |  |

## Posicionamiento en lista
| Lista (2019)                             | Posición |
| ---------------------------------------- | -------- |
| Australian Albums (ARIA)                 | 54       |
| Canadá (Billboard Canadian Albums)       | 12       |
| Estados Unidos (Billboard 200)           | 14       |
| Estados Unidos (Dance/Electronic Albums) | 1        |
| Suiza (Schweizer Hitparade)              | 76       |